# Eliyahu Lankin

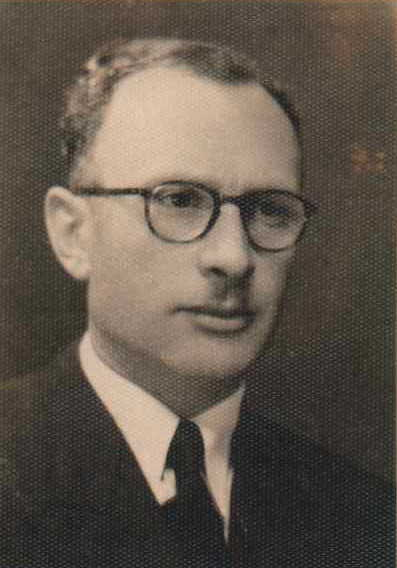
Lankin um 1949

Eliyahu Lankin (hebräisch אליהו לנקין, 25. September 1914 in Gomel, heute Belarus – 10. August 1994 in Jerusalem) war ein revisionistischer Zionist, Betarmitglied, Irgun-Kommandeur, Knessetabgeordneter und Führer der Altalena.

## Biografische Skizze
Eliyahu Lankin wurde zu Beginn des Ersten Weltkriegs im Russischen Kaiserreich geboren, in Folge der Oktoberrevolution von 1917 floh seine Familie in die Mandschurei, als er drei Jahre alt war. Er studierte an der russischen Hochschule in Harbin. Im Alter von sechzehn Jahren schloss er sich der revisionistisch zionistischen Jugendbewegung Betar an und wanderte drei Jahre später in das britische Mandatsgebiet Palästina ein.
Lankin starb 1994 und wurde auf dem Friedhof Har HaMenuchot beigesetzt. Eine Straße in Jerusalem wurde nach ihm benannt.

## Politische Aktivitäten
1934 schloss sich Lankin der zionistischen Untergrundorganisation Irgun an. Von 1935 bis 1939 verteidigte er als Mitglied der jüdischen Polizeitruppe Notrim jüdische Menschen und jüdisches Eigentum vor arabischen Angriffen. Als Irgunmitglied unterstützte er die illegale Einwanderung jüdischer Flüchtlinge (Alija Bet) nach Palästina. Im Mai 1944 wurde er Militärkommandeur der Irgun für Jerusalem. Er beteiligte sich am Angriff auf den britischen Nachrichtendienst in Jerusalem im Juli 1944. Im Dezember 1944 wurde er von der Hagana an die Briten verraten und zusammen mit Irgun- und Lechimitgliedern in Afrika interniert. Nach mehreren erfolglosen Versuchen gelang ihm als einzigem von 107 Gefangenen am 10. November 1945 die Flucht aus dem Lager in Eritrea. Er gelangte im Januar 1947 nach Paris und wurde Befehlshaber der Irgundiaspora in Europa, wo er von der Bergsongruppe aus Amerika um Hillel Kook und Eri Jabotinsky unterstützt wurde. Er war Kommandeur der Altalena, die er mit Waffen und Migranten nach Israel brachte, wo sie während der Altalena-Affäre in Tel Aviv versenkt wurde. Er wurde danach von der israelischen Regierung wie weitere vier Irgunkommandeure für zwei Monate interniert.
Nach seiner Entlassung aus der Haft schloss er sich den israelischen Verteidigungsstreitkräften (IDF) an, absolvierte einen Offizierslehrgang und wurde Bataillonskommandeur.
Für die Cherut, die aus der Irgun hervorging, wurde er in die erste Knesset gewählt. Danach studierte er an der Hebräischen Universität Jerusalem Rechtswissenschaften und war ab 1954 als Rechtsanwalt tätig.

## Diplomatische Karriere
Nach dem Wahlsieg des Likud von Menachem Begin im Jahr 1977 wurde er zum israelischen Botschafter in Südafrika berufen, wo er von 1981 bis 1985 tätig war.
Als ihn Menachem Begin 1983 zum Botschafter im Vereinigten Königreich berufen wollte, war die britische Regierung über seine Irgunvergangenheit empört und warnte, dass seine Berufung die britisch-israelischen Beziehungen beschädigen würde. Die Krise wurde beigelegt als Lankin das Angebot ausschlug und weiterhin als Botschafter in Südafrika diente.

## Werk
- The Story of the Captain of the Altalena 1974 erschienene Autobiografie auf Hebräisch